# مقاطعة تويلي (يوتا)
مقاطعة تويلي (بالإنجليزية: Tooele County)‏ هي إحدى مقاطعات ولاية يوتا في الولايات المتحدة الأمريكية.